# Karolien Florijn

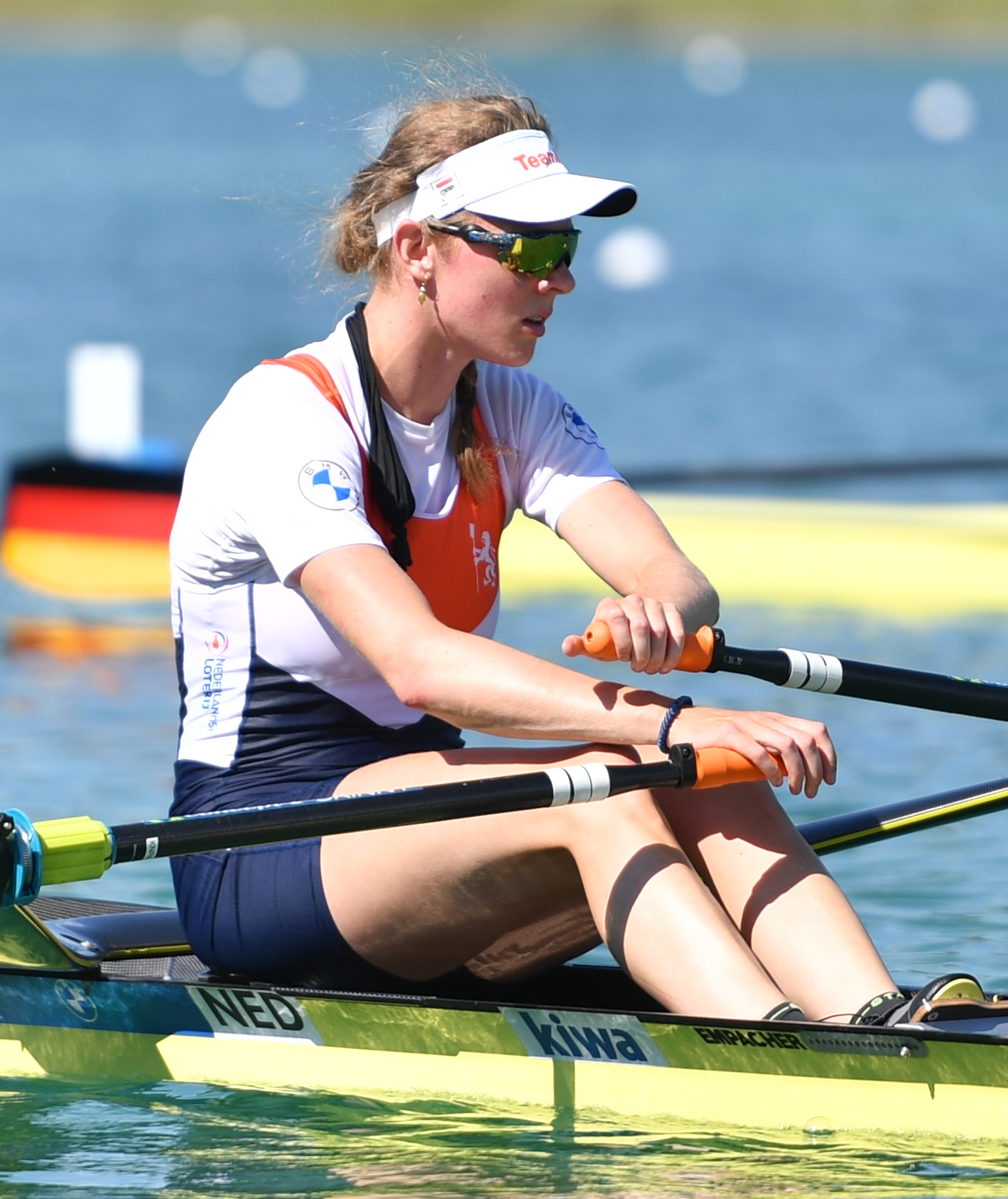
Florijn, 2022 in München

Karolien Florijn (* 6. April 1998 in Leiden) ist eine niederländische Ruderin. Sie wurde 2021 Olympiazweite und 2022 und 2023 Weltmeisterin. 2024 gewann sie olympisches Gold.

## Sportliche Karriere
Karolien Florijn nahm 2015 mit dem niederländischen Achter an den Junioren-Weltmeisterschaften teil, erreichte aber nicht das Finale. 2016 war sie Junioren-Europameisterin im Einer und gewann in dieser Bootsklasse bei den Junioren-Weltmeisterschaften die Bronzemedaille. Bei den Europameisterschaften 2017 erkämpfte Florijn mit dem niederländischen Achter die Silbermedaille hinter den Rumäninnen. Bei den U23-Weltmeisterschaften gewann sie 2017 zusammen mit Elsbeth Beeres, Ymkje Clevering und Veronique Meester den Titel im Vierer ohne Steuerfrau vor den Booten aus Rumänien und Deutschland. Zum Saisonabschluss belegte der niederländische Achter den sechsten Platz bei den Weltmeisterschaften in Sarasota. Zu Beginn der Saison 2018 gewann der niederländische Doppelvierer in der Besetzung Olivia van Rooijen, Karolien Florijn, Sophie Souwer und Nicole Beukers die Weltcup-Regatta in Belgrad. Bei der zweiten Weltcup-Regatta in Linz belegten Roos de Jong und Karolien Florijn den zweiten Platz im Doppelzweier. Beim Weltcup-Abschluss in Luzern saß Florijn wieder im Doppelvierer und belegte den dritten Platz. Bei den Europameisterschaften in Glasgow gewann der niederländische Doppelvierer hinter den Polinnen und den Ukrainerinnen die Bronzemedaille. Anderthalb Monate nach den Europameisterschaften fanden in Plowdiw die Weltmeisterschaften 2018 statt. Im Doppelvierer siegten die Polinnen vor dem deutschen Boot, dahinter erruderten van Rooijen, Florijn, Souwer und Beukers Bronze. 2019 trat bei den Europameisterschaften in Luzern ein Vierer ohne Steuerfrau in der Besetzung Elisabeth Hogerwerf, Karolien Florijn, Ymkje Clevering und Veronique Meester an und gewann die Goldmedaille vor den Rumäninnen. Drei Monate später bei den Weltmeisterschaften in Linz erkämpften die Niederländerinnen Silber hinter den Australierinnen. 2020 konnten sie ihren Titel bei den Europameisterschaften in Posen verteidigen, 2021 in Varese gewannen sie den dritten Titel in Folge. Bei der Olympischen Regatta in Tokio siegten die Australierinnen vor den Niederländerinnen und den Irinnen.
2022 trat Karolien Florijn im Einer an. Sie gewann zwei Weltcup-Regatten und siegte bei den Europameisterschaften in München. Im Finale der Weltmeisterschaften 2022 in Račice u Štětí gewann sie den Titel vor der Neuseeländerin Emma Twigg. Ihren Europameistertitel im Einer verteidigte sie 2023 in Bled, als sie mit über fünf Sekunden Vorsprung auf die Schweizerin Aurelia-Maxima Janzen siegte. Drei Monate später gewann sie auch bei den Weltmeisterschaften in Belgrad, wie im Vorjahr wurde Emma Twigg Zweite. Ein Jahr später siegte Florijn auch bei den Olympischen Spielen 2024 in Paris vor Emma Twigg.

## Familie
Karolien Florijn ist die Tochter des zweifachen Ruder-Olympiasiegers Ronald Florijn. Ihre Mutter ist Antje Rehaag, die 1994 mit dem Achter für Deutschland den Weltmeister-Titel gewann. Karoliens Bruder Finn Florijn nahm 2021 auch an den Olympischen Spielen in Tokio teil und wurde ebenfalls 2024 Olympiasieger.